# Vuelta a España 2022
Vuelta a España 2022 var den 77. udgave af Vuelta a España. Den spanske Grand Tour startede 19. august 2022 i Utrecht i Holland, og sluttede  11. september i Madrid. De tre første etaper fandt sted i Holland, før løbet fortsatte i Spanien.
Den samlede vinder af løbet blev belgiske Remco Evenepoel fra Quick-Step Alpha Vinyl. Danske Mads Pedersen fra Trek-Segafredo vandt løbets pointkonkurrence samt tre etaper.

## Etaperne
| Etape     | Dato     | Start – Mål                                 | type              | Afstand (km) | Elevation (m) | Etapevinder      | Førende rytter  |
| --------- | -------- | ------------------------------------------- | ----------------- | ------------ | ------------- | ---------------- | --------------- |
| 1. etape  | 19. aug. | Utrecht – Utrecht                           | holdtidskørsel    | 23,3         | 47 m          | Jumbo-Visma      | Robert Gesink   |
| 2. etape  | 20. aug. | 's-Hertogenbosch – Utrecht                  | flad etape        | 175,1        | 498 m         | Sam Bennett      | Mike Teunissen  |
| 3. etape  | 21. aug. | Breda – Breda                               | flad etape        | 193,5        | 237 m         | Sam Bennett      | Edoardo Affini  |
|           | 22. aug. | Transfer til Spanien                        | Hviledag          |              |               |                  |                 |
| 4. etape  | 23. aug. | Vitoria-Gasteiz – Laguardia - Guardia       | middel bjergetape | 153,5        | 2.306 m       | Primož Roglič    | Primož Roglič   |
| 5. etape  | 24. aug. | Irun – Bilbao                               | middel bjergetape | 187,2        | 2.985 m       | Marc Soler       | Rudy Molard     |
| 6. etape  | 25. aug. | Bilbao – Pico Jano                          | bjergetape        | 181,2        | 4.076 m       | Jay Vine         | Remco Evenepoel |
| 7. etape  | 26. aug. | Real Valle de Camargo – Cistierna           | middel bjergetape | 190          | 3.178 m       | Jesús Herrada    | Remco Evenepoel |
| 8. etape  | 27. aug. | Pola de Laviana – Yernes y Tameza           | bjergetape        | 153,4        | 3.743 m       | Jay Vine         | Remco Evenepoel |
| 9. etape  | 28. aug. | Villaviciosa – Les Praeres                  | bjergetape        | 171,4        | 3.698 m       | Louis Meintjes   | Remco Evenepoel |
|           | 29. aug. | Hviledag                                    | Hviledag          |              |               |                  |                 |
| 10. etape | 30. aug. | Elche – Alicante                            | enkeltstart       | 30,9         | 177 m         | Remco Evenepoel  | Remco Evenepoel |
| 11. etape | 31. aug. | ElPozo – Cabo de Gata                       | flad etape        | 191,2        | 1.601 m       | Kaden Groves     | Remco Evenepoel |
| 12. etape | 1. sep.  | Salobreña – Peñas Blancas                   | bjergetape        | 192,7        | 3.262 m       | Richard Carapaz  | Remco Evenepoel |
| 13. etape | 2. sep.  | Ronda – Montilla                            | flad etape        | 168,4        | 1.703 m       | Mads Pedersen    | Remco Evenepoel |
| 14. etape | 3. sep.  | Montoro – Sierra de la Pandera              | bjergetape        | 160,3        | 3.337 m       | Richard Carapaz  | Remco Evenepoel |
| 15. etape | 4. sep.  | Martos – Sierra Nevada                      | bjergetape        | 149,6        | 4.052 m       | Thymen Arensman  | Remco Evenepoel |
|           | 5. sep.  | Hviledag                                    | Hviledag          |              |               |                  |                 |
| 16. etape | 6. sep.  | Sanlúcar de Barrameda – Tomares             | flad etape        | 189,4        | 1.002 m       | Mads Pedersen    | Remco Evenepoel |
| 17. etape | 7. sep.  | Aracena – Monasterio de Tentudía            | middel bjergetape | 162,3        | 2.737 m       | Rigoberto Urán   | Remco Evenepoel |
| 18. etape | 8. sep.  | Trujillo – Piornal                          | bjergetape        | 192          | 3.625 m       | Remco Evenepoel  | Remco Evenepoel |
| 19. etape | 9. sep.  | Talavera de la Reina – Talavera de la Reina | middel bjergetape | 138,3        | 2.278 m       | Mads Pedersen    | Remco Evenepoel |
| 20. etape | 10. sep. | Moralzarzal – Puerto de Navacerrada         | bjergetape        | 181          | 3.983 m       | Richard Carapaz  | Remco Evenepoel |
| 21. etape | 11. sep. | Las Rozas de Madrid – Madrid                | flad etape        | 96,7         | 871 m         | Sebastián Molano | Remco Evenepoel |

## Trøjernes fordeling gennem løbet
| Etape     |                   | Vinder _         | Samlede stilling | Pointtrøje    | Bjergtrøje          | Ungdomstrøje    | Mest angrebsivrige   | Holdkonkurrence    |
| --------- | ----------------- | ---------------- | ---------------- | ------------- | ------------------- | --------------- | -------------------- | ------------------ |
| 1. etape  | holdtidskørsel    | Jumbo-Visma      | Robert Gesink    | ikke uddelt   | ikke uddelt         | Ethan Hayter    | ikke uddelt          | Jumbo-Visma        |
| 2. etape  | flad etape        | Sam Bennett      | Mike Teunissen   | Sam Bennett   | Julius van den Berg | Ethan Hayter    | Jetse Bol            | Jumbo-Visma        |
| 3. etape  | flad etape        | Sam Bennett      | Edoardo Affini   | Sam Bennett   | Julius van den Berg | Ethan Hayter    | Pau Miquel           | Jumbo-Visma        |
| 4. etape  | middel bjergetape | Primož Roglič    | Primož Roglič    | Sam Bennett   | Joan Bou            | Ethan Hayter    | Alessandro De Marchi | Ineos Grenadiers   |
| 5. etape  | middel bjergetape | Marc Soler       | Rudy Molard      | Sam Bennett   | Victor Langellotti  | Fred Wright     | Marc Soler           | Groupama-FDJ       |
| 6. etape  | bjergetape        | Jay Vine         | Remco Evenepoel  | Sam Bennett   | Victor Langellotti  | Remco Evenepoel | Mark Padun           | UAE Team Emirates  |
| 7. etape  | middel bjergetape | Jesús Herrada    | Remco Evenepoel  | Sam Bennett   | Victor Langellotti  | Remco Evenepoel | Jesús Herrada        | Bahrain Victorious |
| 8. etape  | bjergetape        | Jay Vine         | Remco Evenepoel  | Mads Pedersen | Jay Vine            | Remco Evenepoel | Mikel Landa          | UAE Team Emirates  |
| 9. etape  | bjergetape        | Louis Meintjes   | Remco Evenepoel  | Mads Pedersen | Jay Vine            | Remco Evenepoel | José Manuel Díaz     | UAE Team Emirates  |
| 10. etape | enkeltstart       | Remco Evenepoel  | Remco Evenepoel  | Mads Pedersen | Jay Vine            | Remco Evenepoel | ikke uddelt          | Ineos Grenadiers   |
| 11. etape | flad etape        | Kaden Groves     | Remco Evenepoel  | Mads Pedersen | Jay Vine            | Remco Evenepoel | Jetse Bol            | Ineos Grenadiers   |
| 12. etape | bjergetape        | Richard Carapaz  | Remco Evenepoel  | Mads Pedersen | Jay Vine            | Remco Evenepoel | Samuele Battistella  | UAE Team Emirates  |
| 13. etape | flad etape        | Mads Pedersen    | Remco Evenepoel  | Mads Pedersen | Jay Vine            | Remco Evenepoel | Joan Bou             | UAE Team Emirates  |
| 14. etape | bjergetape        | Richard Carapaz  | Remco Evenepoel  | Mads Pedersen | Jay Vine            | Remco Evenepoel | Luis León Sánchez    | UAE Team Emirates  |
| 15. etape | bjergetape        | Thymen Arensman  | Remco Evenepoel  | Mads Pedersen | Jay Vine            | Remco Evenepoel | Lawson Craddock      | UAE Team Emirates  |
| 16. etape | flad etape        | Mads Pedersen    | Remco Evenepoel  | Mads Pedersen | Jay Vine            | Remco Evenepoel | Luis Ángel Maté      | UAE Team Emirates  |
| 17. etape | middel bjergetape | Rigoberto Urán   | Remco Evenepoel  | Mads Pedersen | Jay Vine            | Remco Evenepoel | Lawson Craddock      | UAE Team Emirates  |
| 18. etape | bjergetape        | Remco Evenepoel  | Remco Evenepoel  | Mads Pedersen | Richard Carapaz     | Remco Evenepoel | Robert Gesink        | UAE Team Emirates  |
| 19. etape | middel bjergetape | Mads Pedersen    | Remco Evenepoel  | Mads Pedersen | Richard Carapaz     | Remco Evenepoel | Ander Okamika        | UAE Team Emirates  |
| 20. etape | bjergetape        | Richard Carapaz  | Remco Evenepoel  | Mads Pedersen | Richard Carapaz     | Remco Evenepoel | Alejandro Valverde   | UAE Team Emirates  |
| 21. etape | flad etape        | Sebastián Molano | Remco Evenepoel  | Mads Pedersen | Richard Carapaz     | Remco Evenepoel | ikke uddelt          | UAE Team Emirates  |
| Samlet    | Samlet            |                  | Remco Evenepoel  | Mads Pedersen | Richard Carapaz     | Remco Evenepoel | Marc Soler           | UAE Team Emirates  |

## Resultater

### Samlede stilling
| \| Samlede stilling \| Samlede stilling \| Samlede stilling \| Samlede stilling \| Samlede stilling \| \| Rytter \| Rytter \| Hold \| Tid \| \| \| ---------------- \| ------------------ \| ---------------------------------- \| ---------------- \| ---------------- \| \| 1. \| Remco Evenepoel \| Quick-Step Alpha Vinyl \| 80t 26' 59" \| \| \| 2. \| Enric Mas \| Movistar Team \| + 2' 02" \| \| \| 3. \| Juan Ayuso \| UAE Team Emirates \| + 4' 57" \| \| \| 4. \| Miguel Ángel López \| Astana Qazaqstan Team \| DQ \| \| \| 4. \| João Almeida \| UAE Team Emirates \| + 7' 24" \| \| \| 5. \| Thymen Arensman \| Team DSM \| + 7' 45" \| \| \| 6. \| Carlos Rodríguez \| Ineos Grenadiers \| + 7' 57" \| \| \| 7. \| Ben O'Connor \| AG2R Citroën Team \| + 10' 30" \| \| \| 8. \| Rigoberto Urán \| EF Education-EasyPost \| + 11' 04" \| \| \| 9. \| Jai Hindley \| Bora-Hansgrohe \| + 12' 01" \| \| \| 10. \| Louis Meintjes \| Intermarché-Wanty-Gobert Matériaux \| + 15' 41" \| \| \| 11. \| Jan Polanc \| UAE Team Emirates \| + 21' 39" \| \| \| 12. \| Alejandro Valverde \| Movistar Team \| + 25' 39" \| \| \| 13. \| Richard Carapaz \| Ineos Grenadiers \| + 29' 19" \| \| \| 14. \| Mikel Landa \| Bahrain Victorious \| + 44' 13" \| \| \| 15. \| Luis León Sánchez \| Bahrain Victorious \| + 45' 49" \| \| \| 16. \| Thibaut Pinot \| Groupama-FDJ \| + 46' 20" \| \| \| 17. \| Wilco Kelderman \| Bora-Hansgrohe \| + 48' 37" \| \| \| 18. \| Tao Geoghegan Hart \| Ineos Grenadiers \| + 49' 11" \| \| \| 19. \| Gino Mäder \| Bahrain Victorious \| + 52' 25" \| \| \| 20. \| David de la Cruz \| Astana Qazaqstan Team \| + 1t 00' 15" \| \| |                    |                                    |              |
| |                    |                                    |              |
| Kilde: ProCyclingStats |                    |                                    |              |
| Samlede stilling |                    |                                    |              |
| Rytter | Rytter             | Hold                               | Tid          |
| 1. | Remco Evenepoel    | Quick-Step Alpha Vinyl             | 80t 26' 59"  |
| 2. | Enric Mas          | Movistar Team                      | + 2' 02"     |
| 3. | Juan Ayuso         | UAE Team Emirates                  | + 4' 57"     |
| 4. | Miguel Ángel López | Astana Qazaqstan Team              | DQ           |
| 4. | João Almeida       | UAE Team Emirates                  | + 7' 24"     |
| 5. | Thymen Arensman    | Team DSM                           | + 7' 45"     |
| 6. | Carlos Rodríguez   | Ineos Grenadiers                   | + 7' 57"     |
| 7. | Ben O'Connor       | AG2R Citroën Team                  | + 10' 30"    |
| 8. | Rigoberto Urán     | EF Education-EasyPost              | + 11' 04"    |
| 9. | Jai Hindley        | Bora-Hansgrohe                     | + 12' 01"    |
| 10. | Louis Meintjes     | Intermarché-Wanty-Gobert Matériaux | + 15' 41"    |
| 11. | Jan Polanc         | UAE Team Emirates                  | + 21' 39"    |
| 12. | Alejandro Valverde | Movistar Team                      | + 25' 39"    |
| 13. | Richard Carapaz    | Ineos Grenadiers                   | + 29' 19"    |
| 14. | Mikel Landa        | Bahrain Victorious                 | + 44' 13"    |
| 15. | Luis León Sánchez  | Bahrain Victorious                 | + 45' 49"    |
| 16. | Thibaut Pinot      | Groupama-FDJ                       | + 46' 20"    |
| 17. | Wilco Kelderman    | Bora-Hansgrohe                     | + 48' 37"    |
| 18. | Tao Geoghegan Hart | Ineos Grenadiers                   | + 49' 11"    |
| 19. | Gino Mäder         | Bahrain Victorious                 | + 52' 25"    |
| 20. | David de la Cruz   | Astana Qazaqstan Team              | + 1t 00' 15" |

### Pointkonkurrencen
| Pointkonkurrence | Pointkonkurrence | Pointkonkurrence       | Pointkonkurrence | Pointkonkurrence |
| Rytter           | Rytter           | Hold                   | Point            |                  |
| ---------------- | ---------------- | ---------------------- | ---------------- | ---------------- |
| 1.               | Mads Pedersen    | Trek-Segafredo         | 409 point        |                  |
| 2.               | Fred Wright      | Bahrain Victorious     | 186 point        |                  |
| 3.               | Enric Mas        | Movistar Team          | 138 point        |                  |
| 4.               | Remco Evenepoel  | Quick-Step Alpha Vinyl | 133 point        |                  |
| 5.               | Marc Soler       | UAE Team Emirates      | 133 point        |                  |
| 6.               | Danny van Poppel | Bora-Hansgrohe         | 108 point        |                  |
| 7.               | Pascal Ackermann | UAE Team Emirates      | 106 point        |                  |
| 8.               | Richard Carapaz  | Ineos Grenadiers       | 105 point        |                  |
| 9.               | Kaden Groves     | BikeExchange-Jayco     | 74 point         |                  |
| 10.              | Sebastián Molano | UAE Team Emirates      | 69 point         |                  |

### Bjergkonkurrencen
| Bjergkonkurrence | Bjergkonkurrence   | Bjergkonkurrence       | Bjergkonkurrence | Bjergkonkurrence |
| Rytter           | Rytter             | Hold                   | Point            |                  |
| ---------------- | ------------------ | ---------------------- | ---------------- | ---------------- |
| 1.               | Richard Carapaz    | Ineos Grenadiers       | 73 point         |                  |
| 2.               | Robert Stannard    | Alpecin-Deceuninck     | 36 point         |                  |
| 3.               | Enric Mas          | Movistar Team          | 28 point         |                  |
| 4.               | Thymen Arensman    | Team DSM               | 23 point         |                  |
| 5.               | Remco Evenepoel    | Quick-Step Alpha Vinyl | 23 point         |                  |
| 6.               | Marc Soler         | UAE Team Emirates      | 23 point         |                  |
| 7.               | Sergio Higuita     | Bora-Hansgrohe         | 18 point         |                  |
| 8.               | Miguel Ángel López | Astana Qazaqstan Team  | DQ               |                  |
| 8.               | Jimmy Janssens     | Alpecin-Deceuninck     | 17 point         |                  |
| 9.               | Rubén Fernández    | Cofidis                | 15 point         |                  |

### Ungdomskonkurrencen
| Ungdomskonkurrence | Ungdomskonkurrence  | Ungdomskonkurrence     | Ungdomskonkurrence | Ungdomskonkurrence |
| Rytter             | Rytter              | Hold                   | Tid                |                    |
| ------------------ | ------------------- | ---------------------- | ------------------ | ------------------ |
| 1.                 | Remco Evenepoel     | Quick-Step Alpha Vinyl | 80t 26' 59"        |                    |
| 2.                 | Juan Ayuso          | UAE Team Emirates      | + 4' 57"           |                    |
| 3.                 | João Almeida        | UAE Team Emirates      | + 7' 24"           |                    |
| 4.                 | Thymen Arensman     | Team DSM               | + 7' 45"           |                    |
| 5.                 | Carlos Rodríguez    | Ineos Grenadiers       | + 7' 57"           |                    |
| 6.                 | Gino Mäder          | Bahrain Victorious     | + 52' 25"          |                    |
| 7.                 | Sergio Higuita      | Bora-Hansgrohe         | + 1t 01' 23"       |                    |
| 8.                 | José Félix Parra    | Equipo Kern Pharma     | + 1t 05' 02"       |                    |
| 9.                 | Clément Champoussin | AG2R Citroën Team      | + 1t 24' 39"       |                    |
| 10.                | Edoardo Zambanini   | Bahrain Victorious     | + 1t 31' 40"       |                    |

### Holdkonkurrencen
| Holdkonkurrence | Holdkonkurrence        | Holdkonkurrence | Holdkonkurrence |
| Hold            | Hold                   | Tid             |                 |
| --------------- | ---------------------- | --------------- | --------------- |
| 1.              | UAE Team Emirates      | 240t 36' 32"    |                 |
| 2.              | Ineos Grenadiers       | + 55' 35"       |                 |
| 3.              | Movistar Team          | + 1t 16' 52"    |                 |
| 4.              | Bahrain Victorious     | + 1t 17' 36"    |                 |
| 5.              | Astana Qazaqstan Team  | + 1t 34' 18"    |                 |
| 6.              | Bora-Hansgrohe         | + 1t 38' 20"    |                 |
| 7.              | Jumbo-Visma            | + 2t 12' 14"    |                 |
| 8.              | EF Education-EasyPost  | + 2t 25' 47"    |                 |
| 9.              | Groupama-FDJ           | + 2t 33' 37"    |                 |
| 10.             | Quick-Step Alpha Vinyl | + 2t 47' 09"    |                 |

## Hold og ryttere
| UCI WorldTeams (18)- AG2R Citroën Team - Astana Qazaqstan Team - Bahrain Victorious - Bora-Hansgrohe - Cofidis - EF Education-EasyPost - Groupama-FDJ - Ineos Grenadiers - Intermarché-Wanty-Gobert Matériaux - Israel-Premier Tech - Jumbo-Visma - Lotto-Soudal - Movistar Team - Quick-Step Alpha Vinyl - BikeExchange-Jayco - Team DSM - Trek-Segafredo - UAE Team Emirates UCI ProTeams (5)- Alpecin-Deceuninck - Arkéa-Samsic - Burgos-BH - Equipo Kern Pharma - Euskaltel-Euskadi |
| |

### Danske ryttere
| Danske ryttere på startlisten |                   |                                    |           |
| Rygnummer                     | Rytter            | Hold                               | Placering |
| 93                            | Julius Johansen   | Intermarché-Wanty-Gobert Matériaux | 129       |
| 122                           | Mathias Norsgaard | Movistar Team                      | DNS-10    |
| 167                           | Mads Pedersen     | Trek-Segafredo                     | 102       |

* DNF = gennemførte ikke

* DNS = stillede ikke til start

### Startliste
| Jumbo-Visma TJV | Jumbo-Visma TJV                  | Jumbo-Visma TJV |
| --------------- | -------------------------------- | --------------- |
| Nr.             | Rytter                           | Placering       |
| 1               | Primož Roglič (SLO)              | DNS-17          |
| 2               | Edoardo Affini (ITA)             | DNS-10          |
| 3               | Rohan Dennis (AUS) (enkeltstart) | 52.             |
| 4               | Robert Gesink (NED)              | 41.             |
| 5               | Chris Harper (AUS)               | 33.             |
| 6               | Sepp Kuss (USA)                  | DNS-9           |
| 7               | Sam Oomen (NED)                  | 30.             |
| 8               | Mike Teunissen (NED)             | 91.             |

| AG2R Citroën Team ACT | AG2R Citroën Team ACT           | AG2R Citroën Team ACT |
| --------------------- | ------------------------------- | --------------------- |
| Nr.                   | Rytter                          | Placering             |
| 11                    | Ben O'Connor (AUS)              | 8.                    |
| 12                    | Clément Champoussin (FRA)       | 32.                   |
| 13                    | Jaakko Hänninen (FIN)           | DNS-7                 |
| 14                    | Bob Jungels (LUX) (enkeltstart) | 51.                   |
| 15                    | Nans Peters (FRA)               | 61.                   |
| 16                    | Nicolas Prodhomme (FRA)         | 73.                   |
| 17                    | Antoine Raugel (FRA)            | 115.                  |
| 18                    | Andrea Vendrame (ITA)           | DNS-7                 |

| Astana Qazaqstan Team AST | Astana Qazaqstan Team AST | Astana Qazaqstan Team AST |
| ------------------------- | ------------------------- | ------------------------- |
| Nr.                       | Rytter                    | Placering                 |
| 21                        | Miguel Ángel López (COL)  | 4.                        |
| 22                        | Samuele Battistella (ITA) | DNS-18                    |
| 23                        | David de la Cruz (ESP)    | 21.                       |
| 24                        | Jevgenij Fedorov (KAZ)    | 123.                      |
| 25                        | Aleksej Lutsenko (KAZ)    | 71.                       |
| 26                        | Vincenzo Nibali (ITA)     | 45.                       |
| 27                        | Vadim Pronskij (KAZ)      | 38.                       |
| 28                        | Harold Tejada (COL)       | 65.                       |

| Bahrain Victorious TBV | Bahrain Victorious TBV  | Bahrain Victorious TBV |
| ---------------------- | ----------------------- | ---------------------- |
| Nr.                    | Rytter                  | Placering              |
| 31                     | Mikel Landa (ESP)       | 15.                    |
| 32                     | Santiago Buitrago (COL) | DNS-12                 |
| 33                     | Gino Mäder (SUI)        | 20.                    |
| 34                     | Wout Poels (NED)        | DNS-9                  |
| 35                     | Luis León Sánchez (ESP) | 16.                    |
| 36                     | Jasha Sütterlin (GER)   | 85.                    |
| 37                     | Fred Wright (GBR)       | 67.                    |
| 38                     | Edoardo Zambanini (ITA) | 36.                    |

| Bora-Hansgrohe BOH | Bora-Hansgrohe BOH              | Bora-Hansgrohe BOH |
| ------------------ | ------------------------------- | ------------------ |
| Nr.                | Rytter                          | Placering          |
| 41                 | Sam Bennett (IRL)               | DNS-10             |
| 42                 | Matteo Fabbro (ITA)             | 54.                |
| 43                 | Sergio Higuita (COL) (landevej) | 23.                |
| 44                 | Jai Hindley (AUS)               | 10.                |
| 45                 | Wilco Kelderman (NED)           | 18.                |
| 46                 | Jonas Koch (GER)                | 99.                |
| 47                 | Ryan Mullen (IRL)               | 128.               |
| 48                 | Danny van Poppel (NED)          | 121.               |

| Cofidis COF | Cofidis COF           | Cofidis COF |
| ----------- | --------------------- | ----------- |
| Nr.         | Rytter                | Placering   |
| 51          | Jesús Herrada (ESP)   | 56.         |
| 52          | Bryan Coquard (FRA)   | DNS-17      |
| 53          | Davide Cimolai (ITA)  | 134.        |
| 54          | Thomas Champion (FRA) | 98.         |
| 55          | Rubén Fernández (ESP) | 59.         |
| 56          | José Herrada (ESP)    | DNS-10      |
| 57          | Rémy Rochas (FRA)     | DNF-7       |
| 58          | Davide Villella (ITA) | 53.         |

| EF Education-EasyPost EFE | EF Education-EasyPost EFE      | EF Education-EasyPost EFE |
| ------------------------- | ------------------------------ | ------------------------- |
| Nr.                       | Rytter                         | Placering                 |
| 61                        | Rigoberto Urán (COL)           | 9.                        |
| 62                        | Jonathan Caicedo (ECU)         | 69.                       |
| 63                        | Hugh Carthy (GBR)              | 25.                       |
| 64                        | Esteban Chaves (COL)           | DNS-16                    |
| 65                        | Merhawi Kudus (ERI) (landevej) | 79.                       |
| 66                        | Mark Padun (UKR)               | 46.                       |
| 67                        | James Shaw (GBR)               | 87.                       |
| 68                        | Julius van den Berg (NED)      | 130.                      |

| Groupama-FDJ GFC | Groupama-FDJ GFC                   | Groupama-FDJ GFC |
| ---------------- | ---------------------------------- | ---------------- |
| Nr.              | Rytter                             | Placering        |
| 71               | Thibaut Pinot (FRA)                | 17.              |
| 72               | Bruno Armirail (FRA) (enkeltstart) | DNS-18           |
| 73               | Fabian Lienhard (SUI)              | 122.             |
| 74               | Rudy Molard (FRA)                  | 31.              |
| 75               | Quentin Pacher (FRA)               | DNF-18           |
| 76               | Sébastien Reichenbach (SUI)        | 24.              |
| 77               | Miles Scotson (AUS)                | 109.             |
| 78               | Jake Stewart (GBR)                 | DNS-8            |

| Ineos Grenadiers IGD | Ineos Grenadiers IGD                | Ineos Grenadiers IGD |
| -------------------- | ----------------------------------- | -------------------- |
| Nr.                  | Rytter                              | Placering            |
| 81                   | Richard Carapaz (ECU) (enkeltstart) | 14.                  |
| 82                   | Dylan van Baarle (NED)              | 49.                  |
| 83                   | Tao Geoghegan Hart (GBR)            | 19.                  |
| 84                   | Ethan Hayter (GBR) (enkeltstart)    | DNS-10               |
| 85                   | Luke Plapp (AUS) (landevej)         | 95.                  |
| 86                   | Carlos Rodríguez (ESP) (landevej)   | 7.                   |
| 87                   | Pavel Sivakov (FRA)                 | DNS-11               |
| 88                   | Ben Turner (GBR)                    | 72.                  |

| Intermarché-Wanty-Gobert Matériaux IWG | Intermarché-Wanty-Gobert Matériaux IWG | Intermarché-Wanty-Gobert Matériaux IWG |
| -------------------------------------- | -------------------------------------- | -------------------------------------- |
| Nr.                                    | Rytter                                 | Placering                              |
| 91                                     | Jan Bakelants (BEL)                    | 29.                                    |
| 92                                     | Jan Hirt (CZE)                         | DNS-6                                  |
| 93                                     | Julius Johansen (DEN)                  | 129.                                   |
| 94                                     | Louis Meintjes (RSA)                   | 11.                                    |
| 95                                     | Domenico Pozzovivo (ITA)               | DNF-15                                 |
| 96                                     | Rein Taaramäe (EST) (enkeltstart)      | DNF-17                                 |
| 97                                     | Gerben Thijssen (BEL)                  | DNF-9                                  |
| 98                                     | Boy van Poppel (NED)                   | DNF-12                                 |

| Israel-Premier Tech IPT | Israel-Premier Tech IPT            | Israel-Premier Tech IPT |
| ----------------------- | ---------------------------------- | ----------------------- |
| Nr.                     | Rytter                             | Placering               |
| 101                     | Michael Woods (CAN)                | DNF-3                   |
| 102                     | Patrick Bevin (NZL)                | 75.                     |
| 103                     | Alessandro De Marchi (ITA)         | 103.                    |
| 104                     | Itamar Einhorn (ISR) (landevej)    | DNF-8                   |
| 105                     | Chris Froome (GBR)                 | 114.                    |
| 106                     | Omer Goldstein (ISR) (enkeltstart) |                         |
| 107                     | Carl Fredrik Hagen (NOR)           | 34.                     |
| 108                     | Daryl Impey (RSA)                  | 101.                    |

| Lotto-Soudal LTS | Lotto-Soudal LTS      | Lotto-Soudal LTS |
| ---------------- | --------------------- | ---------------- |
| Nr.              | Rytter                | Placering        |
| 111              | Thomas De Gendt (BEL) | 80.              |
| 112              | Cedric Beullens (BEL) | 108.             |
| 113              | Filippo Conca (ITA)   | DNS-17           |
| 114              | Steff Cras (BEL)      | DNF-2            |
| 115              | Jarrad Drizners (AUS) | DNS-10           |
| 116              | Kamil Małecki (POL)   | 125.             |
| 117              | Harry Sweeny (AUS)    | DNS-10           |
| 118              | Maxim Van Gils (BEL)  | DNS-16           |

| Movistar Team MOV | Movistar Team MOV                     | Movistar Team MOV |
| ----------------- | ------------------------------------- | ----------------- |
| Nr.               | Rytter                                | Placering         |
| 121               | Alejandro Valverde (ESP)              | 13.               |
| 122               | Mathias Norsgaard (DEN) (enkeltstart) | DNS-10            |
| 123               | Lluís Mas (ESP)                       | 133.              |
| 124               | Enric Mas (ESP)                       | 2.                |
| 125               | Gregor Mühlberger (AUT)               | 50.               |
| 126               | Nelson Oliveira (POR)                 | 37.               |
| 127               | José Joaquín Rojas (ESP)              | 48.               |
| 128               | Carlos Verona (ESP)                   | 35.               |

| Quick-Step Alpha Vinyl QST | Quick-Step Alpha Vinyl QST          | Quick-Step Alpha Vinyl QST |
| -------------------------- | ----------------------------------- | -------------------------- |
| Nr.                        | Rytter                              | Placering                  |
| 131                        | Julian Alaphilippe (FRA) (landevej) | DNF-11                     |
| 132                        | Rémi Cavagna (FRA)                  | 104.                       |
| 133                        | Dries Devenyns (BEL)                | 100.                       |
| 134                        | Remco Evenepoel (BEL) (enkeltstart) | 1.                         |
| 135                        | Fausto Masnada (ITA)                | 57.                        |
| 136                        | Pieter Serry (BEL)                  | DNS-9                      |
| 137                        | Ilan Van Wilder (BEL)               | 40.                        |
| 138                        | Louis Vervaeke (BEL)                | 58.                        |

| BikeExchange-Jayco BEX | BikeExchange-Jayco BEX              | BikeExchange-Jayco BEX |
| ---------------------- | ----------------------------------- | ---------------------- |
| Nr.                    | Rytter                              | Placering              |
| 141                    | Simon Yates (GBR)                   | DNS-11                 |
| 142                    | Lawson Craddock (USA) (enkeltstart) | 55.                    |
| 143                    | Luke Durbridge (AUS)                | 112.                   |
| 144                    | Kaden Groves (AUS)                  | 113.                   |
| 145                    | Lucas Hamilton (AUS)                | 78.                    |
| 146                    | Michael Hepburn (AUS)               | 118.                   |
| 147                    | Kelland O'Brien (AUS)               | DNF-14                 |
| 148                    | Callum Scotson (AUS)                | DNS-12                 |

| Team DSM DSM | Team DSM DSM                  | Team DSM DSM |
| ------------ | ----------------------------- | ------------ |
| Nr.          | Rytter                        | Placering    |
| 151          | Thymen Arensman (NED)         | 6.           |
| 152          | Nikias Arndt (GER)            | DNS-8        |
| 153          | Marco Brenner (GER)           | 74.          |
| 154          | John Degenkolb (GER)          | 124.         |
| 155          | Mark Donovan (GBR)            | DNS-8        |
| 156          | Jonas Iversby Hvideberg (NOR) | 110.         |
| 157          | Joris Nieuwenhuis (NED)       | 106.         |
| 158          | Henri Vandenabeele (BEL)      | DNF-9        |

| Trek-Segafredo TFS | Trek-Segafredo TFS     | Trek-Segafredo TFS |
| ------------------ | ---------------------- | ------------------ |
| Nr.                | Rytter                 | Placering          |
| 161                | Julien Bernard (FRA)   | 88.                |
| 162                | Dario Cataldo (ITA)    | 117.               |
| 163                | Kenny Elissonde (FRA)  | 64.                |
| 164                | Daan Hoole (NED)       | DNS-5              |
| 165                | Alex Kirsch (LUX)      | 119.               |
| 166                | Juan Pedro López (ESP) | 97.                |
| 167                | Mads Pedersen (DEN)    | 102.               |
| 168                | Antonio Tiberi (ITA)   | 92.                |

| UAE Team Emirates UAD | UAE Team Emirates UAD         | UAE Team Emirates UAD |
| --------------------- | ----------------------------- | --------------------- |
| Nr.                   | Rytter                        | Placering             |
| 171                   | Marc Soler (ESP)              | 27.                   |
| 172                   | Pascal Ackermann (GER)        | 111.                  |
| 173                   | Ivo Oliveira (POR)            | 131.                  |
| 174                   | Juan Ayuso (ESP)              | 3.                    |
| 175                   | João Almeida (POR) (landevej) | 5.                    |
| 176                   | Brandon McNulty (USA)         | 70.                   |
| 177                   | Sebastián Molano (COL)        | 126.                  |
| 178                   | Jan Polanc (SLO)              | 12.                   |

| Alpecin-Deceuninck AFC | Alpecin-Deceuninck AFC       | Alpecin-Deceuninck AFC |
| ---------------------- | ---------------------------- | ---------------------- |
| Nr.                    | Rytter                       | Placering              |
| 181                    | Tim Merlier (BEL) (landevej) | 132.                   |
| 182                    | Floris De Tier (BEL)         | DNS-10                 |
| 183                    | Jimmy Janssens (BEL)         | 107.                   |
| 184                    | Xandro Meurisse (BEL)        | 39.                    |
| 185                    | Robert Stannard (AUS)        | 81.                    |
| 186                    | Lionel Taminiaux (BEL)       | 127.                   |
| 187                    | Gianni Vermeersch (BEL)      | 82.                    |
| 188                    | Jay Vine (AUS)               | DNF-18                 |

| Burgos-BH BBH | Burgos-BH BBH            | Burgos-BH BBH |
| ------------- | ------------------------ | ------------- |
| Nr.           | Rytter                   | Placering     |
| 191           | Jetse Bol (NED)          | 89.           |
| 192           | Óscar Cabedo (ESP)       | 22.           |
| 193           | José Manuel Díaz (ESP)   | 43.           |
| 194           | Jesús Ezquerra (ESP)     | 68.           |
| 195           | Victor Langellotti (MON) | DNF-8         |
| 196           | Daniel Navarro (ESP)     | 44.           |
| 197           | Ander Okamika (ESP)      | 96.           |
| 198           | Manuel Peñalver (ESP)    | DNS-1         |

| Equipo Kern Pharma EKP | Equipo Kern Pharma EKP                 | Equipo Kern Pharma EKP |
| ---------------------- | -------------------------------------- | ---------------------- |
| Nr.                    | Rytter                                 | Placering              |
| 201                    | Roger Adrià (ESP)                      | DNS-11                 |
| 202                    | Urko Berrade (ESP)                     | 66.                    |
| 203                    | Héctor Carretero (ESP)                 | DNS-11                 |
| 204                    | Francisco Galván (ESP)                 | 105.                   |
| 205                    | Raúl García Pierna (ESP) (enkeltstart) | 47.                    |
| 206                    | Pau Miquel (ESP)                       | DNS-11                 |
| 207                    | José Félix Parra (ESP)                 | 26.                    |
| 208                    | Vojtěch Řepa (CZE)                     | 77.                    |

| Euskaltel-Euskadi EUS | Euskaltel-Euskadi EUS | Euskaltel-Euskadi EUS |
| --------------------- | --------------------- | --------------------- |
| Nr.                   | Rytter                | Placering             |
| 211                   | Mikel Bizkarra (ESP)  | 28.                   |
| 212                   | Xabier Azparren (ESP) | 94.                   |
| 213                   | Ibai Azurmendi (ESP)  | 86.                   |
| 214                   | Joan Bou (ESP)        | 83.                   |
| 215                   | Carlos Canal (ESP)    | 84.                   |
| 216                   | Mikel Iturria (ESP)   | 93.                   |
| 217                   | Gotzon Martín (ESP)   | 76.                   |
| 218                   | Luis Ángel Maté (ESP) | 62.                   |

| Arkéa-Samsic ARK | Arkéa-Samsic ARK         | Arkéa-Samsic ARK |
| ---------------- | ------------------------ | ---------------- |
| Nr.              | Rytter                   | Placering        |
| 221              | Anthony Delaplace (FRA)  | DNS-8            |
| 222              | Élie Gesbert (FRA)       | 42.              |
| 223              | Thibault Guernalec (FRA) | DNF-13           |
| 224              | Simon Guglielmi (FRA)    | 60.              |
| 225              | Daniel McLay (GBR)       | 120.             |
| 226              | Łukasz Owsian (POL)      | 90.              |
| 227              | Clément Russo (FRA)      | 116.             |

| Jumbo-Visma TJV | Jumbo-Visma TJV                  | Jumbo-Visma TJV |
| --------------- | -------------------------------- | --------------- |
| Nr.             | Rytter                           | Placering       |
| 1               | Primož Roglič (SLO)              | DNS-17          |
| 2               | Edoardo Affini (ITA)             | DNS-10          |
| 3               | Rohan Dennis (AUS) (enkeltstart) | 52.             |
| 4               | Robert Gesink (NED)              | 41.             |
| 5               | Chris Harper (AUS)               | 33.             |
| 6               | Sepp Kuss (USA)                  | DNS-9           |
| 7               | Sam Oomen (NED)                  | 30.             |
| 8               | Mike Teunissen (NED)             | 91.             |

| AG2R Citroën Team ACT | AG2R Citroën Team ACT           | AG2R Citroën Team ACT |
| --------------------- | ------------------------------- | --------------------- |
| Nr.                   | Rytter                          | Placering             |
| 11                    | Ben O'Connor (AUS)              | 8.                    |
| 12                    | Clément Champoussin (FRA)       | 32.                   |
| 13                    | Jaakko Hänninen (FIN)           | DNS-7                 |
| 14                    | Bob Jungels (LUX) (enkeltstart) | 51.                   |
| 15                    | Nans Peters (FRA)               | 61.                   |
| 16                    | Nicolas Prodhomme (FRA)         | 73.                   |
| 17                    | Antoine Raugel (FRA)            | 115.                  |
| 18                    | Andrea Vendrame (ITA)           | DNS-7                 |

| Astana Qazaqstan Team AST | Astana Qazaqstan Team AST | Astana Qazaqstan Team AST |
| ------------------------- | ------------------------- | ------------------------- |
| Nr.                       | Rytter                    | Placering                 |
| 21                        | Miguel Ángel López (COL)  | 4.                        |
| 22                        | Samuele Battistella (ITA) | DNS-18                    |
| 23                        | David de la Cruz (ESP)    | 21.                       |
| 24                        | Jevgenij Fedorov (KAZ)    | 123.                      |
| 25                        | Aleksej Lutsenko (KAZ)    | 71.                       |
| 26                        | Vincenzo Nibali (ITA)     | 45.                       |
| 27                        | Vadim Pronskij (KAZ)      | 38.                       |
| 28                        | Harold Tejada (COL)       | 65.                       |

| Bahrain Victorious TBV | Bahrain Victorious TBV  | Bahrain Victorious TBV |
| ---------------------- | ----------------------- | ---------------------- |
| Nr.                    | Rytter                  | Placering              |
| 31                     | Mikel Landa (ESP)       | 15.                    |
| 32                     | Santiago Buitrago (COL) | DNS-12                 |
| 33                     | Gino Mäder (SUI)        | 20.                    |
| 34                     | Wout Poels (NED)        | DNS-9                  |
| 35                     | Luis León Sánchez (ESP) | 16.                    |
| 36                     | Jasha Sütterlin (GER)   | 85.                    |
| 37                     | Fred Wright (GBR)       | 67.                    |
| 38                     | Edoardo Zambanini (ITA) | 36.                    |

| Bora-Hansgrohe BOH | Bora-Hansgrohe BOH              | Bora-Hansgrohe BOH |
| ------------------ | ------------------------------- | ------------------ |
| Nr.                | Rytter                          | Placering          |
| 41                 | Sam Bennett (IRL)               | DNS-10             |
| 42                 | Matteo Fabbro (ITA)             | 54.                |
| 43                 | Sergio Higuita (COL) (landevej) | 23.                |
| 44                 | Jai Hindley (AUS)               | 10.                |
| 45                 | Wilco Kelderman (NED)           | 18.                |
| 46                 | Jonas Koch (GER)                | 99.                |
| 47                 | Ryan Mullen (IRL)               | 128.               |
| 48                 | Danny van Poppel (NED)          | 121.               |

| Cofidis COF | Cofidis COF           | Cofidis COF |
| ----------- | --------------------- | ----------- |
| Nr.         | Rytter                | Placering   |
| 51          | Jesús Herrada (ESP)   | 56.         |
| 52          | Bryan Coquard (FRA)   | DNS-17      |
| 53          | Davide Cimolai (ITA)  | 134.        |
| 54          | Thomas Champion (FRA) | 98.         |
| 55          | Rubén Fernández (ESP) | 59.         |
| 56          | José Herrada (ESP)    | DNS-10      |
| 57          | Rémy Rochas (FRA)     | DNF-7       |
| 58          | Davide Villella (ITA) | 53.         |

| EF Education-EasyPost EFE | EF Education-EasyPost EFE      | EF Education-EasyPost EFE |
| ------------------------- | ------------------------------ | ------------------------- |
| Nr.                       | Rytter                         | Placering                 |
| 61                        | Rigoberto Urán (COL)           | 9.                        |
| 62                        | Jonathan Caicedo (ECU)         | 69.                       |
| 63                        | Hugh Carthy (GBR)              | 25.                       |
| 64                        | Esteban Chaves (COL)           | DNS-16                    |
| 65                        | Merhawi Kudus (ERI) (landevej) | 79.                       |
| 66                        | Mark Padun (UKR)               | 46.                       |
| 67                        | James Shaw (GBR)               | 87.                       |
| 68                        | Julius van den Berg (NED)      | 130.                      |

| Groupama-FDJ GFC | Groupama-FDJ GFC                   | Groupama-FDJ GFC |
| ---------------- | ---------------------------------- | ---------------- |
| Nr.              | Rytter                             | Placering        |
| 71               | Thibaut Pinot (FRA)                | 17.              |
| 72               | Bruno Armirail (FRA) (enkeltstart) | DNS-18           |
| 73               | Fabian Lienhard (SUI)              | 122.             |
| 74               | Rudy Molard (FRA)                  | 31.              |
| 75               | Quentin Pacher (FRA)               | DNF-18           |
| 76               | Sébastien Reichenbach (SUI)        | 24.              |
| 77               | Miles Scotson (AUS)                | 109.             |
| 78               | Jake Stewart (GBR)                 | DNS-8            |

| Ineos Grenadiers IGD | Ineos Grenadiers IGD                | Ineos Grenadiers IGD |
| -------------------- | ----------------------------------- | -------------------- |
| Nr.                  | Rytter                              | Placering            |
| 81                   | Richard Carapaz (ECU) (enkeltstart) | 14.                  |
| 82                   | Dylan van Baarle (NED)              | 49.                  |
| 83                   | Tao Geoghegan Hart (GBR)            | 19.                  |
| 84                   | Ethan Hayter (GBR) (enkeltstart)    | DNS-10               |
| 85                   | Luke Plapp (AUS) (landevej)         | 95.                  |
| 86                   | Carlos Rodríguez (ESP) (landevej)   | 7.                   |
| 87                   | Pavel Sivakov (FRA)                 | DNS-11               |
| 88                   | Ben Turner (GBR)                    | 72.                  |

| Intermarché-Wanty-Gobert Matériaux IWG | Intermarché-Wanty-Gobert Matériaux IWG | Intermarché-Wanty-Gobert Matériaux IWG |
| -------------------------------------- | -------------------------------------- | -------------------------------------- |
| Nr.                                    | Rytter                                 | Placering                              |
| 91                                     | Jan Bakelants (BEL)                    | 29.                                    |
| 92                                     | Jan Hirt (CZE)                         | DNS-6                                  |
| 93                                     | Julius Johansen (DEN)                  | 129.                                   |
| 94                                     | Louis Meintjes (RSA)                   | 11.                                    |
| 95                                     | Domenico Pozzovivo (ITA)               | DNF-15                                 |
| 96                                     | Rein Taaramäe (EST) (enkeltstart)      | DNF-17                                 |
| 97                                     | Gerben Thijssen (BEL)                  | DNF-9                                  |
| 98                                     | Boy van Poppel (NED)                   | DNF-12                                 |

| Israel-Premier Tech IPT | Israel-Premier Tech IPT            | Israel-Premier Tech IPT |
| ----------------------- | ---------------------------------- | ----------------------- |
| Nr.                     | Rytter                             | Placering               |
| 101                     | Michael Woods (CAN)                | DNF-3                   |
| 102                     | Patrick Bevin (NZL)                | 75.                     |
| 103                     | Alessandro De Marchi (ITA)         | 103.                    |
| 104                     | Itamar Einhorn (ISR) (landevej)    | DNF-8                   |
| 105                     | Chris Froome (GBR)                 | 114.                    |
| 106                     | Omer Goldstein (ISR) (enkeltstart) |                         |
| 107                     | Carl Fredrik Hagen (NOR)           | 34.                     |
| 108                     | Daryl Impey (RSA)                  | 101.                    |

| Lotto-Soudal LTS | Lotto-Soudal LTS      | Lotto-Soudal LTS |
| ---------------- | --------------------- | ---------------- |
| Nr.              | Rytter                | Placering        |
| 111              | Thomas De Gendt (BEL) | 80.              |
| 112              | Cedric Beullens (BEL) | 108.             |
| 113              | Filippo Conca (ITA)   | DNS-17           |
| 114              | Steff Cras (BEL)      | DNF-2            |
| 115              | Jarrad Drizners (AUS) | DNS-10           |
| 116              | Kamil Małecki (POL)   | 125.             |
| 117              | Harry Sweeny (AUS)    | DNS-10           |
| 118              | Maxim Van Gils (BEL)  | DNS-16           |

| Movistar Team MOV | Movistar Team MOV                     | Movistar Team MOV |
| ----------------- | ------------------------------------- | ----------------- |
| Nr.               | Rytter                                | Placering         |
| 121               | Alejandro Valverde (ESP)              | 13.               |
| 122               | Mathias Norsgaard (DEN) (enkeltstart) | DNS-10            |
| 123               | Lluís Mas (ESP)                       | 133.              |
| 124               | Enric Mas (ESP)                       | 2.                |
| 125               | Gregor Mühlberger (AUT)               | 50.               |
| 126               | Nelson Oliveira (POR)                 | 37.               |
| 127               | José Joaquín Rojas (ESP)              | 48.               |
| 128               | Carlos Verona (ESP)                   | 35.               |

| Quick-Step Alpha Vinyl QST | Quick-Step Alpha Vinyl QST          | Quick-Step Alpha Vinyl QST |
| -------------------------- | ----------------------------------- | -------------------------- |
| Nr.                        | Rytter                              | Placering                  |
| 131                        | Julian Alaphilippe (FRA) (landevej) | DNF-11                     |
| 132                        | Rémi Cavagna (FRA)                  | 104.                       |
| 133                        | Dries Devenyns (BEL)                | 100.                       |
| 134                        | Remco Evenepoel (BEL) (enkeltstart) | 1.                         |
| 135                        | Fausto Masnada (ITA)                | 57.                        |
| 136                        | Pieter Serry (BEL)                  | DNS-9                      |
| 137                        | Ilan Van Wilder (BEL)               | 40.                        |
| 138                        | Louis Vervaeke (BEL)                | 58.                        |

| BikeExchange-Jayco BEX | BikeExchange-Jayco BEX              | BikeExchange-Jayco BEX |
| ---------------------- | ----------------------------------- | ---------------------- |
| Nr.                    | Rytter                              | Placering              |
| 141                    | Simon Yates (GBR)                   | DNS-11                 |
| 142                    | Lawson Craddock (USA) (enkeltstart) | 55.                    |
| 143                    | Luke Durbridge (AUS)                | 112.                   |
| 144                    | Kaden Groves (AUS)                  | 113.                   |
| 145                    | Lucas Hamilton (AUS)                | 78.                    |
| 146                    | Michael Hepburn (AUS)               | 118.                   |
| 147                    | Kelland O'Brien (AUS)               | DNF-14                 |
| 148                    | Callum Scotson (AUS)                | DNS-12                 |

| Team DSM DSM | Team DSM DSM                  | Team DSM DSM |
| ------------ | ----------------------------- | ------------ |
| Nr.          | Rytter                        | Placering    |
| 151          | Thymen Arensman (NED)         | 6.           |
| 152          | Nikias Arndt (GER)            | DNS-8        |
| 153          | Marco Brenner (GER)           | 74.          |
| 154          | John Degenkolb (GER)          | 124.         |
| 155          | Mark Donovan (GBR)            | DNS-8        |
| 156          | Jonas Iversby Hvideberg (NOR) | 110.         |
| 157          | Joris Nieuwenhuis (NED)       | 106.         |
| 158          | Henri Vandenabeele (BEL)      | DNF-9        |

| Trek-Segafredo TFS | Trek-Segafredo TFS     | Trek-Segafredo TFS |
| ------------------ | ---------------------- | ------------------ |
| Nr.                | Rytter                 | Placering          |
| 161                | Julien Bernard (FRA)   | 88.                |
| 162                | Dario Cataldo (ITA)    | 117.               |
| 163                | Kenny Elissonde (FRA)  | 64.                |
| 164                | Daan Hoole (NED)       | DNS-5              |
| 165                | Alex Kirsch (LUX)      | 119.               |
| 166                | Juan Pedro López (ESP) | 97.                |
| 167                | Mads Pedersen (DEN)    | 102.               |
| 168                | Antonio Tiberi (ITA)   | 92.                |

| UAE Team Emirates UAD | UAE Team Emirates UAD         | UAE Team Emirates UAD |
| --------------------- | ----------------------------- | --------------------- |
| Nr.                   | Rytter                        | Placering             |
| 171                   | Marc Soler (ESP)              | 27.                   |
| 172                   | Pascal Ackermann (GER)        | 111.                  |
| 173                   | Ivo Oliveira (POR)            | 131.                  |
| 174                   | Juan Ayuso (ESP)              | 3.                    |
| 175                   | João Almeida (POR) (landevej) | 5.                    |
| 176                   | Brandon McNulty (USA)         | 70.                   |
| 177                   | Sebastián Molano (COL)        | 126.                  |
| 178                   | Jan Polanc (SLO)              | 12.                   |

| Alpecin-Deceuninck AFC | Alpecin-Deceuninck AFC       | Alpecin-Deceuninck AFC |
| ---------------------- | ---------------------------- | ---------------------- |
| Nr.                    | Rytter                       | Placering              |
| 181                    | Tim Merlier (BEL) (landevej) | 132.                   |
| 182                    | Floris De Tier (BEL)         | DNS-10                 |
| 183                    | Jimmy Janssens (BEL)         | 107.                   |
| 184                    | Xandro Meurisse (BEL)        | 39.                    |
| 185                    | Robert Stannard (AUS)        | 81.                    |
| 186                    | Lionel Taminiaux (BEL)       | 127.                   |
| 187                    | Gianni Vermeersch (BEL)      | 82.                    |
| 188                    | Jay Vine (AUS)               | DNF-18                 |

| Burgos-BH BBH | Burgos-BH BBH            | Burgos-BH BBH |
| ------------- | ------------------------ | ------------- |
| Nr.           | Rytter                   | Placering     |
| 191           | Jetse Bol (NED)          | 89.           |
| 192           | Óscar Cabedo (ESP)       | 22.           |
| 193           | José Manuel Díaz (ESP)   | 43.           |
| 194           | Jesús Ezquerra (ESP)     | 68.           |
| 195           | Victor Langellotti (MON) | DNF-8         |
| 196           | Daniel Navarro (ESP)     | 44.           |
| 197           | Ander Okamika (ESP)      | 96.           |
| 198           | Manuel Peñalver (ESP)    | DNS-1         |

| Equipo Kern Pharma EKP | Equipo Kern Pharma EKP                 | Equipo Kern Pharma EKP |
| ---------------------- | -------------------------------------- | ---------------------- |
| Nr.                    | Rytter                                 | Placering              |
| 201                    | Roger Adrià (ESP)                      | DNS-11                 |
| 202                    | Urko Berrade (ESP)                     | 66.                    |
| 203                    | Héctor Carretero (ESP)                 | DNS-11                 |
| 204                    | Francisco Galván (ESP)                 | 105.                   |
| 205                    | Raúl García Pierna (ESP) (enkeltstart) | 47.                    |
| 206                    | Pau Miquel (ESP)                       | DNS-11                 |
| 207                    | José Félix Parra (ESP)                 | 26.                    |
| 208                    | Vojtěch Řepa (CZE)                     | 77.                    |

| Euskaltel-Euskadi EUS | Euskaltel-Euskadi EUS | Euskaltel-Euskadi EUS |
| --------------------- | --------------------- | --------------------- |
| Nr.                   | Rytter                | Placering             |
| 211                   | Mikel Bizkarra (ESP)  | 28.                   |
| 212                   | Xabier Azparren (ESP) | 94.                   |
| 213                   | Ibai Azurmendi (ESP)  | 86.                   |
| 214                   | Joan Bou (ESP)        | 83.                   |
| 215                   | Carlos Canal (ESP)    | 84.                   |
| 216                   | Mikel Iturria (ESP)   | 93.                   |
| 217                   | Gotzon Martín (ESP)   | 76.                   |
| 218                   | Luis Ángel Maté (ESP) | 62.                   |

| Arkéa-Samsic ARK | Arkéa-Samsic ARK         | Arkéa-Samsic ARK |
| ---------------- | ------------------------ | ---------------- |
| Nr.              | Rytter                   | Placering        |
| 221              | Anthony Delaplace (FRA)  | DNS-8            |
| 222              | Élie Gesbert (FRA)       | 42.              |
| 223              | Thibault Guernalec (FRA) | DNF-13           |
| 224              | Simon Guglielmi (FRA)    | 60.              |
| 225              | Daniel McLay (GBR)       | 120.             |
| 226              | Łukasz Owsian (POL)      | 90.              |
| 227              | Clément Russo (FRA)      | 116.             |